# HMS Ursa (R22)
Lo HMS Ursa (pennant number R22) fu un cacciatorpediniere della Royal Navy britannica, appartenente alla classe U ed entrato in servizio nel marzo 1944.
Attivo durante la seconda guerra mondiale, il cacciatorpediniere servì inizialmente nelle acque europee, prendendo parte allo sbarco in Normandia e alle operazioni navali lungo le coste della Francia. All'inizio del 1945 fu spostato nelle acque dell'Asia, partecipando alle operazioni navali britanniche contro il Giappone nell'oceano Indiano e durante la battaglia di Okinawa.
Nel 1953 l'Ursa fu ricostruito come fregata della classe Type 15, servendo in mar Mediterraneo durante gli eventi della crisi di Suez e poi nelle acque di casa. Radiata nel 1967, la nave fu poi avviata alla demolizione.

## Storia
Ordinata ai cantieri della John I. Thornycroft & Company di Southampton il 12 giugno 1941, la nave fu impostata il 2 maggio 1942 e quindi varata il 22 luglio 1943 con il nome di Ursa ("Orsa" in lingua latina); l'unità entrò ufficialmente in servizio il 1º marzo 1944 venendo assegnata alla 25th Destroyer Flotilla della Home Fleet, di base a Scapa Flow. Dopo alcune missioni di scorta nelle acque di casa, tra aprile e la prima metà di maggio scortò ad alcune sortite delle portaerei britanniche contro il traffico navale tedesco lungo le coste della Norvegia occupata, ma alla fine del mese fu trasferita nelle acque del canale de La Manica per unirsi alla grande flotta ammassata in vista dello sbarco in Normandia.
Il 6 giugno 1944 l'Ursa supportò quindi con il tiro dei suoi cannoni lo sbarco dei reparti britannici a Gold Beach, per poi pattugliare le acque davanti alla testa di ponte alleata in Normandia; il 9 giugno si scontrò con alcune S-Boot tedesche davanti a Le Havre. A partire da luglio 1944 il cacciatorpediniere fu invece spostato a ovest nelle acque del Golfo di Biscaglia per partecipare alle missioni di intercettazione del naviglio tedesco in fuga dai porti della Francia occidentale (operazioni Kinetic e Assault), conducendo varie sortite con altre unità alleate. Nella notte tra il 14 e il 15 agosto affrontò una formazione tedesca a nord-ovest di Les Sables-d'Olonne contribuendo all'affondamento di un dragamine nemico, mentre nella notte tra il 22 e il 23 agosto affrontò un convoglio nella baia di Audierne, contribuendo a colare a picco o a spiaggiarsi in preda alle fiamme tre mercantili, tre Sperrbrecher, due dragamine e sette pescherecci armati, con l'Ursa che abbordò alcuni dei relitti catturando carte nautiche e documenti oltre a 12 prigionieri tedeschi.
Nell'ottobre 1944 l'Ursa fu messo in cantiere per un ciclo di lavori di manutenzione, al termine dei quali il 22 novembre salpò dal Regno Unito per raggiungere in dicembre Trincomalee a Ceylon ed entrare in forza alla Eastern Fleet attiva nell'oceano Indiano contro l'Impero giapponese. Tra il 1º e il 7 gennaio 1945 il cacciatorpediniere scortò un raid di portaerei britanniche contro le raffinerie di Pangkalan Brandan a Sumatra (operazione Lentil), mentre tra il 16 e il 29 gennaio seguenti coprì una nuova incursione aeronavale britannica contro gli impianti industriali di Palembang (operazione Meridian). Il 30 gennaio l'Ursa fu riassegnato in forza alla British Pacific Fleet, trasferendosi l'11 febbraio a Sydney e quindi il 7 marzo nella base avanzata di Manus nelle Isole dell'Ammiragliato. A partire dall'8 aprile seguente il cacciatorpediniere prese parte alle operazioni navali della battaglia di Okinawa e ai raid aeronavali contro le basi giapponesi a Formosa, azioni proseguite fino all'inizio di giugno quando fece ritorno a Sydney per un periodo di riposo. Dopo l'annuncio della resa del Giappone il 15 agosto, la nave si trasferì il 30 agosto a Hong Kong per presenziare alla rioccupazione britannica della colonia.
Finita la guerra l'Ursa rientrò nel Regno Unito, venendo posto in riserva a Portsmouth nel 1946. Trasferita a Chatham nel 1952, l'unità fu designata per essere ricostruita come fregata anti-sommergibili della classe Type 15; i lavori di conversione furono portati a termine nei cantieri della Palmers Shipbuilding and Iron Company tra il 1953 e il 1954, e l'Ursa tornò in servizio nel 1955 unendosi alla 6th Frigate Flotilla di stanza nel mar Mediterraneo; l'unità prese parte agli scontri della crisi di Suez del 1956, per poi essere messa in riserva a Malta nel 1959. Nel 1961 la fregata fu riportata in condizioni operative e messa in forza alla 5th Frigate Flotilla nelle acque della Gran Bretagna; il 1º agosto 1962, durante manovre di esercitazione nelle acque del Firth of Clyde, l'Ursa subì gravi danni a seguito di una collisione con il cacciatorpediniere HMS Battleaxe. Dopo lavori di riparazione la fregata tornò in servizio con l'8th Frigate Flotilla, servendo fino al 28 novembre 1966 quando fu posta nuovamente in riserva. Lo scafo fu definitivamente radiato nel 1967 e quindi venduto per la demolizione, raggiungendo il 23 settembre 1967 i cantieri di Newport in Scozia per lo smantellamento.